# 大友親貞
大友 親貞（おおとも ちかさだ）は、戦国時代の武将。豊後国大友氏の一族。

## 生涯
大友氏から肥後国の名族菊池氏に養子に入った菊池義武の子、またはその兄の大友義鑑の子とも云い、その正確な系譜は不明である。「蒲池物語」では、宗麟の叔父菊池左兵衛義武の嫡子、菊池八郎鎮成を大将として今山に陣すと記述されているが、菊池氏・大友氏いずれの系図にも名前が現れず、義武の嫡男は帰国時に一緒に謀殺された高鑑とするというのが一般的で、家督争いの渦中でもあって、誰の子で、どのような経緯で大友氏に戻ったのかもよくわかっていない。このため、義鑑の子・義鎮（宗麟）の従弟とも弟とも称される。
元亀元年（1570年）3月、宗麟は肥前国で勢力を拡大する龍造寺隆信の討伐を目論み、総大将を命じられた親貞は6万の大軍を率いて肥前佐嘉城への侵攻を開始した。龍造寺勢は5千程度の兵力のため籠城し、親貞は圧倒的な兵力を背景にして佐嘉城を包囲し攻撃を仕掛けたが、遅々として攻略は進まなかった。筑後国の高良山にまで進出していた宗麟は、勝報の届かないことに業を煮やし、援兵を送って親貞に総攻撃の命令を下した。
親貞は、8月20日をもって佐嘉城に総攻撃を開始することを決定したが、総攻撃開始予定日の前夜、今山の本陣で勝利の前祝いとして酒宴を開き、軍の統率が緩んでいた。この状況を知った龍造寺氏の家臣・鍋島信生（後の直茂）は、敵本陣に対して夜襲をかけることを隆信に進言。隆信はこれに否定的だったが、隆信の母の慶誾尼が叱咤したためこれを容認した。龍造寺家の奇襲部隊は城を抜け出し、今山の敵本陣の背後に近づき、8月20日早朝、今山の大友軍本陣は鍋島直茂率いる奇襲部隊に襲われ、総大将の大友親貞は、この乱戦の最中に6人がかりで突き伏せられて､隆信の武将・成松信勝に討ち取られたとされる。鍋島信生は、この勝利を記念して、鍋島家の家紋を剣花菱から大友家の杏葉へと替えた。
この戦いでの大友軍の死者は2千人以上に及んだという（今山の戦い）。